# Perineurium

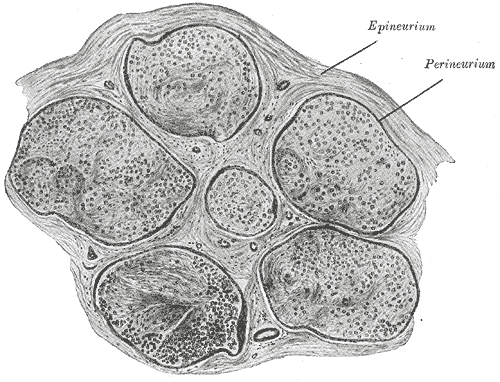
Dwarsdoorsnede van een menselijke scheenbeenzenuw

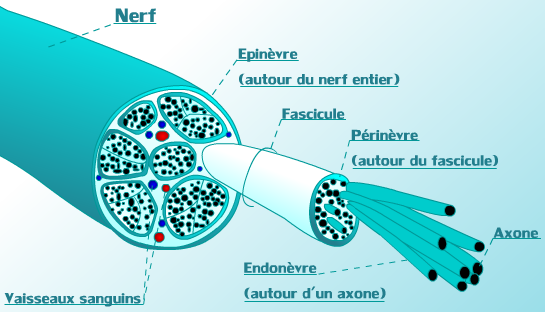
Zenuw.
nerf=zenuw, epinèvre=epineurium, périnèvre=perineurium, endonèvre=endoneurium, fascicule=bundel,
vasseaux sanquins=bloedvaten

Het perineurium is de beschermende mantel om de primaire zenuwbundels (fascikels) met de endoneuria van het perifere zenuwstelsel. Het perineurium reguleert de externe krachten die bij het strekken optreden en vormt samen met de endoneuriale zenuwvezels de bloed-zenuwbarrière. Het perineurium breekt als laatste als er een te grote trekkracht op de zenuw wordt uitgeoefend.
Bij grotere zenuwen worden meerdere bundels met haarvaten en vetweefsel op hun beurt weer omgeven door het epineurium, dat de zenuwen fixeert in het omliggende weefsel.
Het perineurium is een glad, transparant membraan dat makkelijk verwijderd kan worden. Dit in tegenstelling tot het epineurium dat bestaat uit een stevig en mechanisch sterk weefsel, dat niet makkelijk met een naald is door te prikken. De dikte van het perineurium wordt dunner naarmate de vertakking van de zenuw verder toeneemt, totdat het wordt gereduceerd tot een dunne laag afgeplatte cellen in de kleinere takken.
Het perineurium bestaat uit bindweefsel, dat een duidelijke lamellaire rangschikking heeft met één tot zeven of acht concentrische lagen. De daarbij behorende cellen worden perineuriale cellen genoemd, die bestaan uit epithelioïde myofibroblasten. Perineuriale cellen worden soms aangeduid als myo-epithelioïd vanwege hun epithelioïde en myofibroblastoïde eigenschappen, zoals een zonula occludens, gap junctions, externe lamina en samentrekbaarheid.